# São Vicente Atado à Coluna
São Vicente Atado à Coluna, é um quadro do pintor português Nuno Gonçalves. Pintura a óleo e têmpera sobre madeira, mede 209 cm de altura e 89 de largura.
O quadro está no Museu Nacional de Arte Antiga de Lisboa.